# Električni organ
Električni organ je mišični organ (natančneje je derivat oz. izhaja iz mišic), ki je značilen za vse električne ribe. S pomočjo organa ribe ustvarijo električno polje, ki ga izrabijo za navigacijo, sporazumevanje in iskanje plena, pa tudi za onesposabljanje plena ali obrambo pred plenilcem.
Evolucijo električnega organa je opisoval že Darwin v svojem delu O izvoru vrst, k razumevanju zgradbe in delovanja pa je pomembno prispeval H.W. Lissmann v 50. letih 20. stoletja.

## Fiziologija
Električni organ je sestavljen iz specializiranih celic, imenovanih elektrociti (tudi elektroplaki ali elektroplaksi), ki so v bistvu modificirane mišične celice. Podobno kot v mišicah so tudi tukaj celice urejene v snope. Same celice so ploščate z diskasto obliko in imajo asimetrično zgradbo: ena stran je gladka in nosi veliko število holinergičnih sinaps (natančneje nikotinske acetilholinske receptorje, nAChR), medtem ko druga stran nima sinaps, vendar ima veliko površino zaradi nagubanosti. Prav tako so na eni strani pozitivno nabite, na drugi pa negativno.
Mirovni membranski potencial elektrocitov znaša okoli -80 mV. Konstanten potencial zagotavljajo prenašalne beljakovine, ki črpajo natrijeve (Na+) in kalijeve ione (K+) ven iz celice, za njihovo delovanje pa je potrebna energija adenozin trifosfata (ATP). Po živčni stimulaciji preko t. i. spodbujevalnega (pacemakerskega) jedra (skupka spodbujevalnih nevronov) pride na gladki strani do vdora Na+ ionov in s tem do depolarizacije, medtem ko na nagubani strani praktično ne pride do sprememb v potencialu. Preko take spremembe potenciala lahko se lahko ustvari napetost do približno 150 mV. Že samo serijska povezava 100 elektrocitov lahko ustvari napetost 10 V; v električnem organu je navadno prisotnih več kot 6.000 elektrocitov, kar pomeni, da lahko ribe z organom ustvarijo napetost električnega polja do 1.000 V in tokom 50 A z visoko frekventnimi impulzi.

## Nahajališče
Pri električnem skatu se elektrociti nahajajo blizu prsnih mišic in škrg, pri večini drugi rib pa se nahajao blizu repa. Poseben primer predstavljajo električne ribe družine Malapteruridae, pri katerih organi ni zgrajen iz posameznih elektrocitov, pač pa iz plasti krovnega tkiva (epitelija) kože.

## Funkcije
V nasprotju z ribami, ki so samo elektroreceptivne (tj. imajo samo sposobnost zaznavanja električnega polja, kot npr. morski psi), električne ribe aktivno proizvajajo lastno električno polje, s katerim lahko »tipajo« neposredno okolico, tj. lahko pridobivajo informacije o velikosti, mobilnosti in kakovosti predmetov v njihovi bližini. Razelektritev električnega organa (angleško electric organ discharge, EOD) je lahko šibka, kar ribe izrabljajo za navigacijo, sporazumevanje in iskanje plena, lahko pa je zelo močna za onesposabljanje plena ali obrambo pred plenilcem. EOD se pri vsaki vrsti ribe razlikuje glede na jakost, frekvenco in časovni vzorec impulzov. Tako lahko Brazilski električni skat (Narcine bancroftii) proizvede le 13-37 V napetosti, medtem kot lahko električni skati iz rodov Diplobatis in Torpedo proizvedejo tudi do 230 V napetosti. Glede na to, da morska voda prevaja električni tok, je EOD učinkovit samo na zelo majhnih razdaljah.